# Nederlands handbalteam junioren (vrouwen)
Het Nederlands handbalteam junioren is het nationale onder-19 en onder-20 handbalteam van Nederland. Het team vertegenwoordigt het Nederlands Handbal Verbond in internationale handbalwedstrijden voor vrouwen.

## Resultaten

### Wereldkampioenschap handbal onder 20
| Wereldkampioenschap handbal onder 20 | Wereldkampioenschap handbal onder 20                  | Wereldkampioenschap handbal onder 20                  | Wereldkampioenschap handbal onder 20                  | Wereldkampioenschap handbal onder 20                  | Wereldkampioenschap handbal onder 20                  | Wereldkampioenschap handbal onder 20                  | Wereldkampioenschap handbal onder 20                  | Wereldkampioenschap handbal onder 20                  |
| Jaar                                 | Resultaat                                             | Wed                                                   | W                                                     | G                                                     | V                                                     | DV                                                    | DT                                                    | DS                                                    |
| ------------------------------------ | ----------------------------------------------------- | ----------------------------------------------------- | ----------------------------------------------------- | ----------------------------------------------------- | ----------------------------------------------------- | ----------------------------------------------------- | ----------------------------------------------------- | ----------------------------------------------------- |
| 1977                                 | 9de                                                   | 5                                                     | 3                                                     | 0                                                     | 2                                                     | 62                                                    | 65                                                    | -3                                                    |
| 1979                                 | 7de                                                   | 7                                                     | 4                                                     | 0                                                     | 3                                                     | 93                                                    | 86                                                    | +7                                                    |
| 1981                                 | 9de                                                   | 6                                                     | 2                                                     | 0                                                     | 4                                                     | 94                                                    | 100                                                   | -6                                                    |
| 1983                                 | 11de                                                  | 6                                                     | 3                                                     | 1                                                     | 2                                                     | 104                                                   | 110                                                   | -6                                                    |
| 1985                                 | 13de                                                  | 5                                                     | 2                                                     | 0                                                     | 3                                                     | 75                                                    | 100                                                   | -25                                                   |
| 1987                                 | Niet deelgenomen aan kwalificatie/niet gekwalificeerd | Niet deelgenomen aan kwalificatie/niet gekwalificeerd | Niet deelgenomen aan kwalificatie/niet gekwalificeerd | Niet deelgenomen aan kwalificatie/niet gekwalificeerd | Niet deelgenomen aan kwalificatie/niet gekwalificeerd | Niet deelgenomen aan kwalificatie/niet gekwalificeerd | Niet deelgenomen aan kwalificatie/niet gekwalificeerd | Niet deelgenomen aan kwalificatie/niet gekwalificeerd |
| 1989                                 | Niet deelgenomen aan kwalificatie/niet gekwalificeerd | Niet deelgenomen aan kwalificatie/niet gekwalificeerd | Niet deelgenomen aan kwalificatie/niet gekwalificeerd | Niet deelgenomen aan kwalificatie/niet gekwalificeerd | Niet deelgenomen aan kwalificatie/niet gekwalificeerd | Niet deelgenomen aan kwalificatie/niet gekwalificeerd | Niet deelgenomen aan kwalificatie/niet gekwalificeerd | Niet deelgenomen aan kwalificatie/niet gekwalificeerd |
| 1991                                 | Niet deelgenomen aan kwalificatie/niet gekwalificeerd | Niet deelgenomen aan kwalificatie/niet gekwalificeerd | Niet deelgenomen aan kwalificatie/niet gekwalificeerd | Niet deelgenomen aan kwalificatie/niet gekwalificeerd | Niet deelgenomen aan kwalificatie/niet gekwalificeerd | Niet deelgenomen aan kwalificatie/niet gekwalificeerd | Niet deelgenomen aan kwalificatie/niet gekwalificeerd | Niet deelgenomen aan kwalificatie/niet gekwalificeerd |
| 1993                                 | Niet deelgenomen aan kwalificatie/niet gekwalificeerd | Niet deelgenomen aan kwalificatie/niet gekwalificeerd | Niet deelgenomen aan kwalificatie/niet gekwalificeerd | Niet deelgenomen aan kwalificatie/niet gekwalificeerd | Niet deelgenomen aan kwalificatie/niet gekwalificeerd | Niet deelgenomen aan kwalificatie/niet gekwalificeerd | Niet deelgenomen aan kwalificatie/niet gekwalificeerd | Niet deelgenomen aan kwalificatie/niet gekwalificeerd |
| 1995                                 | 10de                                                  | 8                                                     | 4                                                     | 0                                                     | 4                                                     | 175                                                   | 161                                                   | +14                                                   |
| 1997                                 | Niet gekwalificeerd                                   | Niet gekwalificeerd                                   | Niet gekwalificeerd                                   | Niet gekwalificeerd                                   | Niet gekwalificeerd                                   | Niet gekwalificeerd                                   | Niet gekwalificeerd                                   | Niet gekwalificeerd                                   |
| 1999                                 | 13de                                                  | 7                                                     | 5                                                     | 0                                                     | 2                                                     | 147                                                   | 149                                                   | -2                                                    |
| 2001                                 | 18de                                                  | 8                                                     | 2                                                     | 1                                                     | 5                                                     | 191                                                   | 208                                                   | -17                                                   |
| 2003                                 | Niet deelgenomen aan kwalificatie                     | Niet deelgenomen aan kwalificatie                     | Niet deelgenomen aan kwalificatie                     | Niet deelgenomen aan kwalificatie                     | Niet deelgenomen aan kwalificatie                     | Niet deelgenomen aan kwalificatie                     | Niet deelgenomen aan kwalificatie                     | Niet deelgenomen aan kwalificatie                     |
| 2005                                 | Niet gekwalificeerd                                   | Niet gekwalificeerd                                   | Niet gekwalificeerd                                   | Niet gekwalificeerd                                   | Niet gekwalificeerd                                   | Niet gekwalificeerd                                   | Niet gekwalificeerd                                   | Niet gekwalificeerd                                   |
| 2008                                 | Niet gekwalificeerd                                   | Niet gekwalificeerd                                   | Niet gekwalificeerd                                   | Niet gekwalificeerd                                   | Niet gekwalificeerd                                   | Niet gekwalificeerd                                   | Niet gekwalificeerd                                   | Niet gekwalificeerd                                   |
| 2010                                 | 6de                                                   | 9                                                     | 5                                                     | 1                                                     | 3                                                     | 296                                                   | 259                                                   | +37                                                   |
| 2012                                 | 17de                                                  | 7                                                     | 3                                                     | 2                                                     | 2                                                     | 221                                                   | 187                                                   | +34                                                   |
| 2014                                 | 8ste                                                  | 9                                                     | 4                                                     | 0                                                     | 5                                                     | 228                                                   | 262                                                   | -34                                                   |
| 2016                                 | 9de                                                   | 7                                                     | 3                                                     | 1                                                     | 3                                                     | 219                                                   | 195                                                   | +24                                                   |
| 2018                                 | 5de                                                   |                                                       |                                                       |                                                       |                                                       |                                                       |                                                       |                                                       |
| Totaal                               | 13/21                                                 | 84                                                    | 40                                                    | 6                                                     | 38                                                    | 1.905                                                 | 1.882                                                 | +23                                                   |

 Kampioenen   Runners-up   Derde plaats   Vierde plaats

### Europese kampioenschappen onder 19
| Europees kampioenschap handbal onder 19 | Europees kampioenschap handbal onder 19 | Europees kampioenschap handbal onder 19 | Europees kampioenschap handbal onder 19 | Europees kampioenschap handbal onder 19 | Europees kampioenschap handbal onder 19 | Europees kampioenschap handbal onder 19 | Europees kampioenschap handbal onder 19 | Europees kampioenschap handbal onder 19 |
| Jaar                                    | Resultaat                               | Wed                                     | W                                       | G                                       | V                                       | DV                                      | DT                                      | DS                                      |
| --------------------------------------- | --------------------------------------- | --------------------------------------- | --------------------------------------- | --------------------------------------- | --------------------------------------- | --------------------------------------- | --------------------------------------- | --------------------------------------- |
| 1996                                    | Niet gekwalificeerd                     | Niet gekwalificeerd                     | Niet gekwalificeerd                     | Niet gekwalificeerd                     | Niet gekwalificeerd                     | Niet gekwalificeerd                     | Niet gekwalificeerd                     | Niet gekwalificeerd                     |
| 1998                                    | 11de                                    | 6                                       | 1                                       | 0                                       | 5                                       | 135                                     | 157                                     | -22                                     |
| 2000                                    | Niet gekwalificeerd                     | Niet gekwalificeerd                     | Niet gekwalificeerd                     | Niet gekwalificeerd                     | Niet gekwalificeerd                     | Niet gekwalificeerd                     | Niet gekwalificeerd                     | Niet gekwalificeerd                     |
| 2002                                    | 4de                                     | 7                                       | 3                                       | 0                                       | 4                                       | 149                                     | 172                                     | -23                                     |
| 2004                                    | Niet gekwalificeerd                     | Niet gekwalificeerd                     | Niet gekwalificeerd                     | Niet gekwalificeerd                     | Niet gekwalificeerd                     | Niet gekwalificeerd                     | Niet gekwalificeerd                     | Niet gekwalificeerd                     |
| 2007                                    | 11de                                    | 7                                       | 3                                       | 1                                       | 3                                       | 200                                     | 201                                     | -1                                      |
| 2009                                    | 8ste                                    | 7                                       | 3                                       | 1                                       | 3                                       | 195                                     | 197                                     | -2                                      |
| 2011                                    | 2de                                     | 7                                       | 6                                       | 0                                       | 1                                       | 207                                     | 165                                     | +42                                     |
| 2013                                    | 6de                                     | 7                                       | 5                                       | 0                                       | 2                                       | 204                                     | 196                                     | +8                                      |
| 2015                                    | Niet gekwalificeerd                     | Niet gekwalificeerd                     | Niet gekwalificeerd                     | Niet gekwalificeerd                     | Niet gekwalificeerd                     | Niet gekwalificeerd                     | Niet gekwalificeerd                     | Niet gekwalificeerd                     |
| 2017                                    | 6de                                     |                                         |                                         |                                         |                                         |                                         |                                         |                                         |
| 2019                                    | 2de                                     |                                         |                                         |                                         |                                         |                                         |                                         |                                         |
| 2021                                    | Niet gekwalificeerd                     | Niet gekwalificeerd                     | Niet gekwalificeerd                     | Niet gekwalificeerd                     | Niet gekwalificeerd                     | Niet gekwalificeerd                     | Niet gekwalificeerd                     | Niet gekwalificeerd                     |
| Totaal                                  | 8/13                                    |                                         |                                         |                                         |                                         |                                         |                                         |                                         |

 Kampioenen   Runners-up   Derde plaats   Vierde plaats

### Overige toernooien
- 4-landentoernooi Hongarije 2018 (Frankrijk, Hongarije, Oekraïne): 2e plaats[1]

## Team

### Voorgaande selecties
1: Danique Trooster ·
4: Nikita van der Vliet ·
5: Roos Daleman ·
6: Britt van der Baan ·
7: Nyala Krullaars ·
8: Zola Amsen ·
9: Larissa Nüsser ·
10: Isa Ternede ·
11: Sarah Dekker ·
12: Larissa Schutrups ·
14: Marit Winkels · 16: Marit Huiberts · 17: Pien van der Geest · 18: Zoë Sprengers · 20: Kirsten Theron · 23: Floor Tutert · Coach: Monique Tijsterman
1: Jesse van de Polder ·
3: Yara ten Holte ·
4: Amy Oostveen ·
6: Larissa Nüsser ·
8: Dione Housheer ·
9: Sharon Nooitmeer ·
10: Bo van Wetering ·
11: Maxime Drent ·
12: Lynn Molenaar ·
13: Iva van der Linden ·
14: Kalia Klomp · 16: Mariël Beugels · 17: Sarah Dekker · 18: Laura Zeldenthuis · 20: Merel Freriks · 21: Riejanne Blaauw · Coach: Robert Nijdam
1: Jesse van de Polder ·
3: Yara ten Holte ·
4: Amy Oostveen ·
6: Larissa Nüsser ·
8: Dione Housheer ·
9: Sharon Nooitmeer ·
10: Bo van Wetering ·
11: Maxime Drent ·
12: Lynn Molenaar ·
13: Iva van der Linden ·
14: Kalia Klomp · 16: Mariël Beugels · 18: Laura Zeldenthuis · 19: Tessa Hilbrands · 20: Merel Freriks · 22: Verona Peeters · Coach: Robert Nijdam
1: Rinka Duijndam ·
2: Mandy Hoogenboom ·
4: Tessa van Zijl ·
5: Tamara Haggerty ·
6: Tess van Buren ·
7: Larissa Nüsser ·
9: Anouk Zwinkels ·
10: Danique Boonkamp ·
12: Sabine Vollebregt ·
14: Jill Meijer ·
15: Annika Noordink · 16: Anouk Nieuwenweg · 17: Ilya Belgareh · 18: Hanne van Rossum · 19: Dionne Visser · 20: Annefleur Bruggeman · Coach: Alex Vaassen
1: Kristy Zimmerman ·
3: Withley van der Poll ·
4: Inger Smits ·
5: Celine Michielsen ·
6: Kelly Vollebregt ·
7: Ana Pavkovic ·
8: Tess van Buren ·
9: Loes Vandewal ·
11: Jamy de Ruijter ·
12: Anouk Nieuwenweg ·
13: Angelique van Duivenbode · 14: Kelly Dulfer · 15: Priscilla ter Elst · 16: Angela Steenbakkers · 19: Roos van Leeuwen · 20: Maxime Struijs · Coach: Peter Portengen, Henk Groener
1: Kristy Zimmerman ·
2: Janneke Vandewall ·
3: Ilse Anna Spiekman ·
5: Celine Michielsen ·
6: Kelly Vollebregt ·
7: Ana Pavkovic ·
8: Charlaine Logtenberg ·
9: Loes Vandewal ·
10: Inger Smits ·
11: Alineke Ros ·
12: Priscilla ter Elst · 13: Angela Steenbakkers · 14: Kelly Dulfer · 17: Jamy de Ruijter · 18: Esmee Dekker · 20: Maxime Struijs · Coach: Monique Tijsterman
2: Larissa van Dorst ·
3: Tess Wester ·
5: Celine Michielsen ·
6: Melissa Wilmsen ·
7: Lotte Prak ·
8: Sabrina van der Mast ·
9: Becky van Nijf ·
10: Monika Kornet ·
11: Angela Malestein ·
12: Sanne Hoekstra ·
13: Kelly Vollebregt · 14: Kelly Dulfer · 15: Lynn Knippenborg · 17: Estavana Polman · 19: Lois Abbingh · 20: Myrthe Schoenaker · Coach: Monique Tijsterman
1: Loren voor 't Hekke ·
2: Larissa van Dorst ·
3: Tess Wester ·
4: Celine Michielsen ·
5: Lois Abbingh ·
6: Melissa Wilmsen ·
7: Lotte Prak ·
8: Sabrina van der Mast ·
9: Tamara van der Pijl ·
11: Angela Malestein ·
12: Sanne Hoekstra · 13: Myrthe Schoenaker · 14: Becky van Nijf · 15: Lynn Knippenborg · 16: Anouk van de Wiel · 17: Estavana Polman · Coach: Monique Tijsterman
1: Evelien Grob ·
2: Larissa van Dorst ·
3: Anke Richter ·
5: Martine Smeets ·
6: Estavana Polman ·
7: Jessy Kramer ·
8: Lynn Knippenborg ·
10: Rachel de Haze ·
11: Laura van der Heijden ·
12: Charris Rozemalen ·
14: Danick Snelder · 15: Lisette Moelker · 16: Inske Kuik · 17: Esther Schop · 19: Debbie Bont · 20: Sarah van Gulik · Coach: Monique Tijsterman
1: Loren voor 't Hekke ·
2: Larissa van Dorst ·
5: Martine Smeets ·
6: Rachel Piekhaar ·
7: Jessy Kramer ·
9: Isabelle Jongenelen ·
10: Rachel de Haze ·
11: Laura van der Heijden ·
12: Charris Rozemalen ·
13: Lois Abbingh ·
14: Danick Snelder · 15: Lisette Moelker · 16: Inske Kuik · 17: Esther Schop · 19: Debbie Bont · Coach: Monique Tijsterman
1: Mandy Burrekers ·
3: Denise Vogel ·
4: Sharina van Dort ·
7: Laura van der Heijden ·
8: Marissa Broers ·
9: Sanne van Olphen ·
10: Marcella Deen ·
11: Teuntje Schaefers ·
12: Maike Bouwer ·
13: Esther Schop ·
14: Nycke Groot · 16: Roxanne Bovenberg · 17: Muriël Messchaert · 19: Debbie Bont · Coach: Monique Tijsterman
1: Tessa Vijverberg ·
3: Karin Roescher ·
4: Inge Roelofs ·
8: Brenda van der Moolen ·
9: Roxanne Wiegerink ·
10: Pearl van der Wissel ·
11: Birgit van Os ·
12: Stacey van Rijn ·
13: Joyce Hilster ·
14: Sandra Louissen ·
16: Saskia Lambers · 17: Jolanda Robben · 19: Maura Visser · 19: Sanne Mocking · 19: Nikki Schreurs · Coach: Monique Tijsterman en Ronald van de Kamp
: Pearl van der Wissel ·
: Diane Lamein ·
: Marieke van der Wal ·
:  ·
:  ·
:  ·
:  ·
:  ·
:  ·
:  ·
:  ·
: Diane Lamein ·
: Marieke van der Wal ·
:  ·
:  ·
:  ·
:  ·
:  ·
:  ·
:  ·
:  ·
:  ·

### Belangrijke speelsters
All-Star Team speelsters
- Danick Snelder (cirkelloper), Europees kampioenschap onder 19 2009
- Estavana Polman (middenopbouw), Europees kampioenschap onder 19 2011
- Angela Malestein (rechterhoek), Europees kampioenschap onder 19 2011
- Kelly Vollebregt (rechterhoek), Europees kampioenschap onder 19 2013
- Bo van Wetering (linkerhoek), Europees kampioenschap onder 19 2017
- Larissa Nüsser (middenopbouw), Europees kampioenschap onder 19 2019
- Zoë Sprengers (linkerhoek), Europees kampioenschap onder 19 2019

Topscorer
- Lois Abbingh, Europees kampioenschap onder 19 2011 (65 goals)